# Cyphon convexum
Cyphon convexum is een keversoort uit de familie moerasweekschilden (Scirtidae). De wetenschappelijke naam van de soort werd in 1929 gepubliceerd door Maurice Pic.